# الدوري الإنجليزي لكرة القدم 1938–39
الدوري الإنجليزي لكرة القدم 1938–39 (بالإنجليزية: 1938–39 Football League)‏ هو موسم من دوري كرة القدم الإنجليزي. فاز فيه نادي إيفرتون.